# Golf Digest
Golf Digest är ett amerikanskt golfmagasin grundat 1950 och i dag världens största med en upplaga på cirka 1,6 miljoner. Sedan 1986 finns tidningen i en svensk utgåva, då den grundades av bland andra Claes Lind och Jörgen Ohlson. Den svenska utgåvan ges ut av Egmont Publishing och når enligt den senaste Orvestomätningen (för helåret 2016) 64 000 läsare. Chefredaktör är Eric Franzén och ansvarig utgivare Oskar Åsgård.